# In corpore sano
In corpore sano (срп. У здравом телу) песма је српске певачице Констракте из 2022. године која је представљала Србију на избору за Песму Евровизије 2022. године у Торину, Италија. Песма је победила на такмичарском фестивалу Песма за Евровизију '22, националном такмичењу Србије. Текст је написала Констракта, а композицију је урадила заједно са Милованом Бошковићем.

## О песми
Песма In corpore sano, како је Констракта објаснила, представља с једне стране, атмосферу страха у којој се здравље поставља као највећа вредност иза енормне потрошње. О здрављу се прича као о нечему што је потпуно у нашој контроли, али ако пратимо трендове и купујемо оно што се пласира. С друге стране, могуће је постићи здраворазумски однос у којем је здравље донекле у нашим рукама, те се болест и коначно смрт прихватају са мање страха. Пратеће вокале певали су Јован Антић и Јован Кнежевић.
Име песме је издвојена синтагама из сложенице и познатога латинског цитата: Mens sana in corpore sano („У здравом телу здрав дух”).

## Наступи уживо

### Песма за Евровизију ’22
Сви уметници могли су да пријаве своје песме у периоду од 28. септембра до 1. децембра 2021. године. Пријављено је 150 песама, а комисија састављена од музичких уредника Радио-телевизије Србије прегледала је пријаве и одабрала тридесет и шест песама за пласман у национално финале. Одабрани конкурсни радови објављени су 14. јануара 2022. године.
Од два полуфинала, песма In corpore sano такмичила се у првом полуфиналу са седамнаест других песама. У сваком полуфиналу било је осамнаест песама, а о девет квалификационих за финале одлучивала је српска јавност и музички жири. In corpore sano изабрана је као једна од девет песама које су се квалификовале. Финале је одржано 5. марта 2022. године, а песма In corpore sano победила је у финалу са двадесет и четири поена (максималним бројем поена).

### Промоција

#### Металац
Компанија Металац која се бави производњом посуђа је понудила Констракти бокал и лавор као поклон како би их користила на свом наступу у Торину. Констракта је поклон прихватила, али није јасно да ли ће баш то посуђе бити коришћено током наступа на Песми Евровизије.
Хуманитарна акција „Констракта и Металац" је покренута 18. априла 2022. У продају је стављено 500 сетова емајлираних бокала и лавора, идентичних онима који су поклоњени Констракти. Сав приход од продаје тог посуђа иде НУРДОР-у.

### Журке пред Евровизију
Констракта је извела „In corpore sano" на журци Israel Calling у Тел Авиву 7. априла 2022. и добила позитивне реакције публике. Због техничких проблема, Констракта је песму извела сама и користила пешкире из хотела током наступа.
Иако је требало да наступи на журци PrePartyES у Мадриду, Констракта из здравствених разлога није могла да се тамо појави уживо. Ипак, у Мадриду је пуштен видео Констрактиног наступа.

### Звијезде пјевају
Деветог априла, Констракта се појавила у хрватској емисији Звијезде пјевају на каналу ХРТ 1.

### Песма Евровизије 2022.
Према правилима Евровизије, све државе, осим земље домаћина и „велике петорке“ (Француска, Немачка, Италија, Шпанија и Уједињено Краљевство) морају да се квалификују у једно од два полуфинала како би се такмичиле за финале; десет најбољих држава од сваког полуфинала напредује до финала.
Европска радиодифузна унија поделила је конкурентске земље у шест различитих група на основу образаца гласања са претходних такмичења, при чему су државе са повољном историјом гласања стављене у исту групу. Дана 25. јануара 2022. године одржан је жреб за расподелу којим се свака земља пласирала у једно од два полуфинала, као и у којој половини емисије ће наступити. Србија је стављена у друго полуфинале које ће се одржати 12. маја 2022. године. Касније је откривено да ће Констракта наступити као трећа.
Наступ је углавном био реплика наступа са Песме за Евровизију ’22, са пар измењених детаља и повремених титлова на енглеском. Констракта се пласирала у финале, где је наступила под редним бројем 24. Наступом у такмичењу, In corpore sano је постала прва песма у историји такмичења да буде изведена на латинском. У финалу које је одржано 14. маја 2022, Констракта је добила 87 поена од жирија (и то 12 поена од жирија Црне Горе и Хрватске) и 225 поена од публике (и то 12 поена од публике Црне Горе, Хрватске, Северне Македоније, Словеније и Швајцарске). Свеукупно, Констракта је остварила 312 поена и пето место (иза Украјине, Уједињеног Краљевства, Шпаније и Шведске).

## Пријем
Песма је због критике одјекнула у српском јавном мњењу због критике масовне културе. Патријарх српски Порфирије приликом једне бесједе за време Великога поста 2022. г. цитирао је дајући јој омаж. Патријарх Порфирије је истакао:
„Ја сам и читаву песму и тај стих [„Шта ћемо сад?”] разумео на следећи начин: Покушавамо да будемо савршени споља — славни, лепи, моћни, богати и тако даље, а онда дође један мали квар у нашем животу. Дођемо у граничну ситуацију, како то кажу мудри људи данас, и онда схватимо да од свега тога споља нема никакве помоћи. Шта ћемо сад? И на то питање: Шта ћемо сад, одговара Христос. Црква је зато не само савремена, него вечна, јер одговара на вечна питања и даје могућност свакоме ко трага за смислом свога постојања у историји и вечности. Дарује ту вечност.”
Тена Шарчевић са портала Glazba.hr је описала песму као „апсолутно ремек дело и да из песме вриште снажне друштвене и политичке поруке на много нивоа, а при томе успева да буде чудновато забавна”.
Хрвоје Хорват из Вечерњег листа пише да је песма пуна хумора и камп и да му се више свиђа од песме његове државе (Хрватске), Guilty Pleasure коју изводи Миа Димшић и да је веровао да ће Констракта имати успеха у Торину.
Пишући за Равно До Дна, Зоран Стајчић је описао In corpore sano као „егзактни пример како поп у данашње време треба промишљати и да то није кретенско срозавање, већ памет и оригиналност прије свега, а потом и умијеће како то уобличити и презентирати као занимљиву идеју". Додао је и: „Што је најважније, нема ту копирања. Има надахнућа, и те двије ствари не треба мијешати, јер крећу из различитих изворишта".
Едо Плованић са портала Muzika.hr мисли да "је велика ствар за регионалну музику" то што је предност узела аутентичност, неочекиваност и жеља за нечим новим.
Џек Ројстој из Newsweek-а је песму окарактерисао као бизаран поп.
Ведрана Рудан је у свом блогу Констракту окарактерисала као „чудесно биће", истичући да је Констракта послала поруку да „уметници имају право да живе и буду здрави, јер уметност је оно што је важно у друштву".
Пишући за Index.hr, Иван Томашић тврди да је Констракта лицемерна због своје критике средње класе због њиховог фокуса на личности у јавности, кад њен наступ не би привукао толику пажњу да је изведен у Музеју савремене уметности уместо на Песми за Евровизију ’22 и да је тако профитирала од фокуса људи на медије и постала оно што критикује.
„In corpore sano" је добила похвале од стране колега са музичке сцене, међу њима су били Биља Крстић, Јелена Томашевић и Бора Ђорђевић. Ђорђевић је песму упоредио са радом Рамба Амадеуса, посебно с његовом песмом „Еуро Неуро” која је представљала Црну Гору на Песми Евровизије 2012. Марија Шерифовић, победница Песме Евровизије 2007. је Констракту похвалила на Twitter-у. Хрватска музичарка Ида Престер је у интервјуу са магазином -Gloria (magazine)- похвалила песму, а уметницу назвала екцентичном, циничном и генијалком. Сара Јо, чија је песма Мушкарчина била другопласирана на Песми за Евровизију ’22 (ПзЕ ’22), само иза Констрактине In corpore sano, је Констракту похвалила, називајући је „магичном", „синонимом за аутентичност" и „подсећање како је лепо бити бескомпромисно свој". Аца Лукас, чија је песма Оскар завршила на петом месту на ПзЕ ’22, је изјавио да му се песма уопште не свиђа и спекулисао „да је он опрао ноге [на сцени], можда би он победио".

### Виралност
Снимак извођења песме у првом полуфиналу Песме за Евровизију ’22 је доспео на врх trending листе Youtube Music-a у Аустрији, Босни и Херцеговини, Малти, Северној Македонији, Словенији, Србији, Хрватској и Црној Гори, док је забележила друго место у Норвешкој и Шведској, као и треће у Швајцарској. Песма се такође појавила на листама Белгије, Данске, Италије, Лихтенштајна, Немачке и Француске. У недељи од 28. фебруара до 6. марта 2022. године, In corpore sano је била шеста песма чији је текст најтраженији на сајту genius.com, док је у недељи од 7. марта до 13. марта 2022. година била на другом месту.
Након завршетка Песме Евровизије 2022. године, In corpore sano постаје прва српска песма на Spotify листи: Viral Global Songs 50. Песма је дебитовала у топ 23, а постигла је и 13. место на овој листи 16. маја 2022. године.

### Греми
Дана 14. октобра, Констракта је открила да је ушла у разматрање за 65. годишње награде Греми у две категорије: Најбољи светски музички наступ (за изведбу песме In corpore sano) и Најбољи нови извођач.

## Лествице
| Лествица (2022)             | Највиша позиција |
| --------------------------- | ---------------- |
| Хрватска (Billboard)        | 1                |
| Србија (Popnable)           | 1                |
| Грчка (IFPI)                | 80               |
| Исланд (Tonlistinn)         | 15               |
| Литванија (AGATA)           | 11               |
| Холандија (Single Tip)      | 19               |
| Шведска (Sverigetopplistan) | 63               |

## Награде
| Година | Награда                 | Категорија                   | Исход      | Реф.   |
| ------ | ----------------------- | ---------------------------- | ---------- | ------ |
| 2022.  | Песма за Евровизију ’22 |                              | 1. место   | [ 51 ] |
| 2022.  | Песма Евровизије        |                              | 5. место   |        |
| 2022.  | Евровизијске награде    | Најбољи текст                | Освојено   | [ 52 ] |
| 2022.  | Евровизијске награде    | Најбоља кореографија         | Номинација | [ 52 ] |
| 2022.  | Евровизијске награде    | Најиновативнија сценографија | Освојено   | [ 52 ] |
| 2022.  | Награде Марсел Безенсон | Награда за уметнички наступ  | Освојено   | [ 53 ] |
| 2023.  | Music Awards Ceremony   | Алтернативна поп нумера      | Номинација | [ 54 ] |